# Santa Marta de Penaguião
Santa Marta de Penaguião es una villa portuguesa perteneciente al distrito de Vila Real, en la región de Trás-os-Montes (Norte) y la comunidad intermunicipal Duero, con cerca de 1300 habitantes.

## Geografía
Es sede de un pequeño municipio con 69,98 km² de área y 6100 habitantes (2021), subdividido en siete freguesias. Los municipios están limitados al norte y al este por el municipio de Vila Real, al sur por Peso da Régua y al oeste por Amarante.

## Demografía
| Gráfica de evolución demográfica de Santa Marta de Penaguião entre 1864 y 2021 |
|                                                                                |
| Datos según el nomenclátor publicado por el INE portugués.                     |

## Organización territorial
El municipio de Santa Marta de Penaguião está formado por siete freguesias:
- Alvações do Corgo
- Cumieira
- Fontes
- Lobrigos (São Miguel e São João Baptista) e Sanhoane
- Louredo e Fornelos
- Medrões
- Sever